# Ponchatoula
Ponchatoula är en stad (city) i Tangipahoa Parish i Louisiana. Vid 2010 års folkräkning hade Ponchatoula 6 559 invånare.